# Lesteva binotata
Lesteva binotata (лат.) — вид жуков-стафилинид из подсемейства Omaliinae. Встречается от Ближнего Востока до Закавказья и Средней Азии: Ливан, Сирия, Турция, Грузия, Иран, Узбекистан. Длина взрослых жуков 3,7—5,5 мм. Основная окраска коричневая до чёрной. От близкого вида отличается строением эдеагуса самцов и их апикальным краем восьмого абдоминального стернита (без выпячивания). Каждое надкрылье с ярко выраженной желтой до красно-коричневой отметиной. Глаза крупные, вдвое длиннее висков. Переднеспинка широкая, без постлатерального вдавления. Темя с двумя глазками. Вертлуги задних ног крупные. Надкрылья короткие. Описанный в 1903 году таксон Lesteva syriaca  Luze, 1903 оказался тем же видом, что и Lesteva binotata.